# Estoy atiborrado con tu amor
«Estoy atiborrado con tu amor» es una canción de rock con aire de vals compuesta por el músico argentino Luis Alberto Spinetta que integra el álbum doble La la la de 1986, realizado en conjunto con Fito Páez, 20º álbum en el que tiene participación decisiva Spinetta y tercero de la carrera de Páez. El álbum fue calificado por la revista Rolling Stone y la cadena MTV como #61 entre los cien mejores discos de la historia del rock nacional argentino.
El tema es interpretado por Spinetta (voz y guitarra eléctrica) y Fito Páez (piano y teclados), siendo acompañados por Lucio Mazaira en batería y Gustavo Giles en contrabajo.

## Contexto
El álbum La la la fue el resultado de la colaboración musical de dos figuras máximas del rock nacional argentino, Luis Alberto Spinetta y Fito Páez. En el momento de la grabación Spinetta tenía 36 años y era una figura consagrada con diecinueve álbumes grabados, en tanto que Páez tenía 23 años y recién comenzaba a ser una estrella con dos álbumes grabados.
La colaboración de dos figuras máximas para sacar un álbum conjunto, como hicieron Spinetta y Páez en 1986, fue un hecho inusual en el rock nacional argentino. Argentina transitaba el tercer año de democracia luego de la caída de la última dictadura. En ese contexto democrático el rock nacional, que había aparecido en los años finales de la década de 1960, se estaba masificando y desarrollaba nuevas sonoridades, a la vez que ingresaba una nueva generación.
La asociación entre Spinetta y Páez canalizó precisamente ese encuentro entre la generación que fundó el rock nacional y la segunda generación marcada por la Guerra de Malvinas (1982) y la recuperación de la democracia (1983).

## El tema

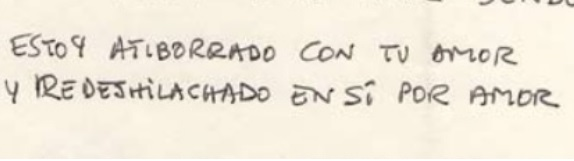
Manuscrito de Spinetta de la canción.

El tema es el 17º track y séptimo del Disco 2 (segundo del lado B) del álbum doble La la la. El tema es una canción de amor, un vals lento tocado en mi menor. 

Tus ojos
la razón
tan temprana piel
hasta enloquecer todo cuerpo
la cúspide
los juegos
y un anochecer

sólo el aluvión de un gemido
(...)
Estoy atiborrado por tu amor
y redesilachado en sí por amor.
"Estoy atiborrado con tu amor" (fragmento)

Gustavo Giles, exbajista de La Torre e invitado para tocar el contrabajo en la canción, ha dejado un breve recuerdo de la tarde en que grabó este tema y "Dejaste ver tu corazón":

El que me llamó fue Fito Páez. Justo en esa época yo estaba tocando con Valeria Lynch, y Fito me convocó porque quería que tocase el contrabajo en algunos temas del disco. Sin embargo, ya hacía rato que yo no tocaba contrabajo, se ve que sabía que yo había tocado el contrabajo en La Torre. Por suerte, salió todo muy bien. En ese álbum yo participé en dos temas (“Estoy atiborrado con tu amor” y “Dejaste ver tu corazón”) Por supuesto, fue una experiencia muy linda, porque pude conocer de cerca al Flaco Spinetta, una persona muy macanuda con un talento increíble. Lo que más recuerdo de esa tarde en la que grabé con ellos, es toda esa musicalidad, esa genialidad fuera de lo común que tenía el Flaco, trabajando a la par de Fito. El solo hecho de escuchar esos acordes, las melodías... Sin dudas, una experiencia mágica. Fue hermoso participar de esa grabación.
Gustavo Giles